# Résurrection de Lazare

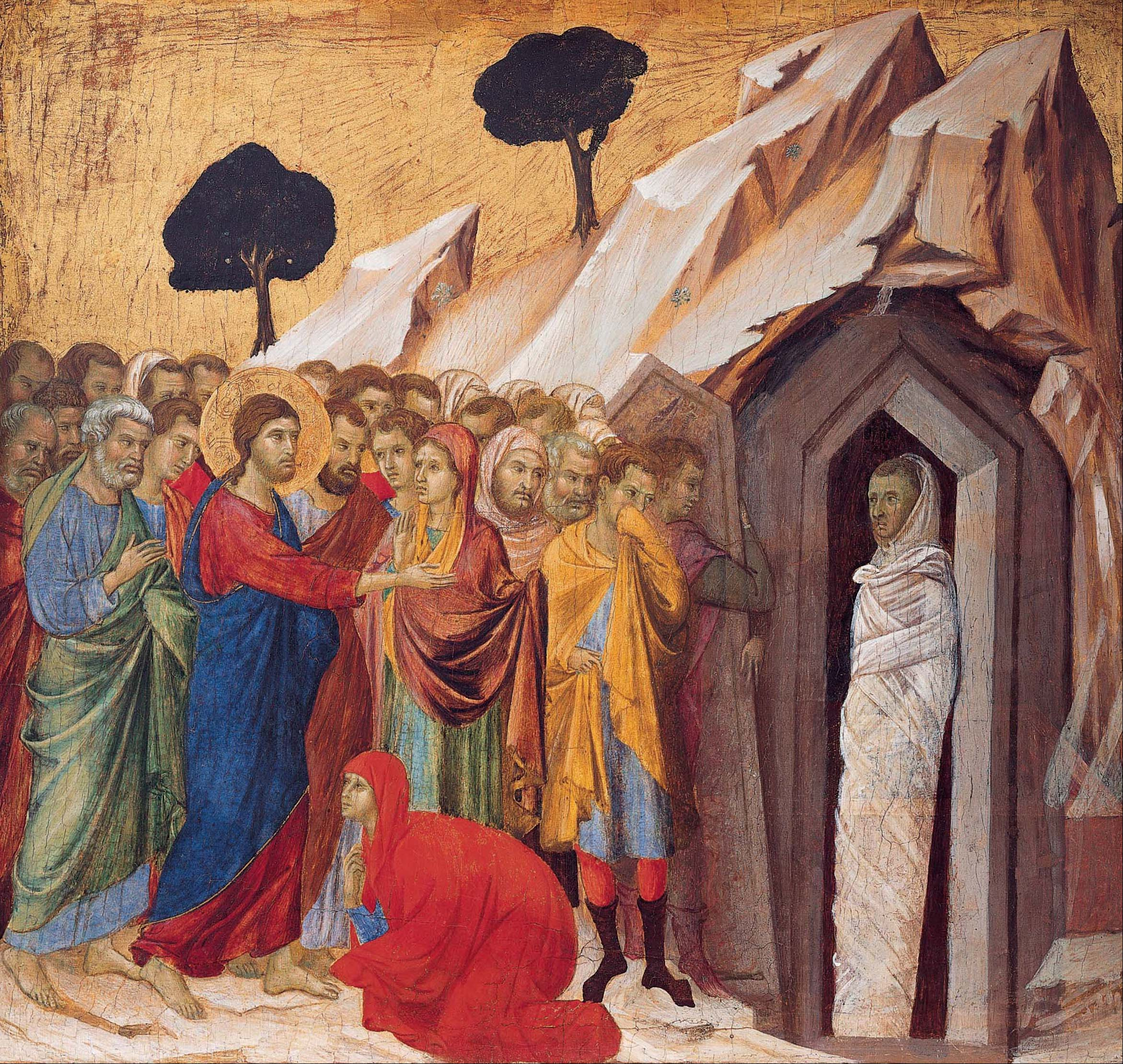
La Résurrection de Lazare, par Duccio (1310–1311), musée d'Art Kimbell.

La résurrection de Lazare est un miracle de Jésus rapporté uniquement par l'Évangile selon Jean (Jn 11:1–44), durant lequel Jésus ramène Lazare de Béthanie à la vie quatre jours après son enterrement. L'événement se déroule à Béthanie (aujourd'hui la ville israélienne d'Al-Eizariya, traduit par « la place de Lazare »). C'est, dans l'Évangile selon Jean, le dernier des miracles accomplis par Jésus avant la Passion et sa propre résurrection.

## Contexte
Lazare est le frère de Marthe et de Marie de Béthanie. La famille vit dans le village de Béthanie, à environ trois kilomètres à l'est de Jérusalem, sur le versant sud-est du mont des Oliviers.

## Récit biblique
Selon Jean 11: 1-44, Jésus reçoit un message des deux sœurs de Lazare, malade, qui réclament son aide. Jésus dit à ses disciples : « Cette maladie n'est point à la mort, mais pour la gloire de Dieu, afin que le Fils de Dieu soit glorifié par elle. » 
Jésus retarde alors son départ et part après deux jours. Les disciples ont peur de retourner en Judée, mais Jésus dit : « Lazare notre ami dort ; mais je vais le réveiller. » Lorsque les apôtres se méprennent, il précise : « Lazare est mort, et à cause de vous, afin que vous croyiez, je me réjouis de ce que je n'y étais point. » 

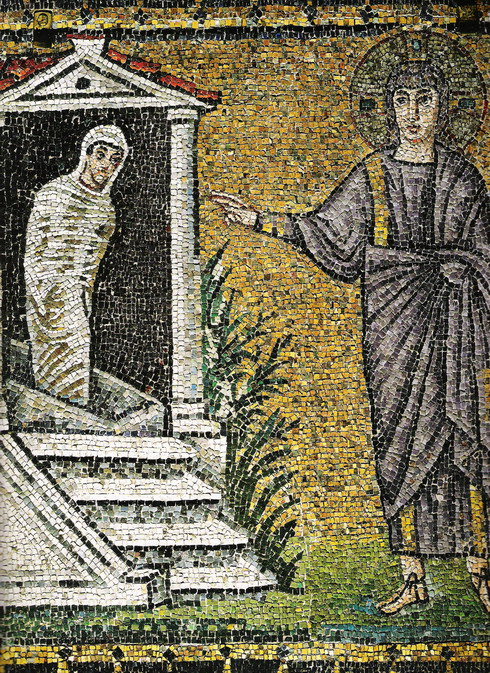
Mosaïque du VIe siècle de la résurrection de Lazare. Basilique Saint-Apollinaire-le-Neuf, Ravenne, Italie.

À leur arrivée à Béthanie, Lazare est mort et enterré depuis quatre jours. Avant d'entrer dans la ville, Marthe, la sœur de Lazare, vient à la rencontre de Jésus et lui dit : « Si tu avais été ici, mon frère ne serait pas mort. » Jésus assure à Marthe que son frère ressuscitera et déclare : « Je suis la résurrection et la vie : celui qui croit en moi, encore qu'il soit mort, il vivra. Et quiconque vit, et croit en moi, ne mourra jamais ; crois-tu cela ? » Marthe affirme qu'elle croit vraiment et déclare : « Oui, Seigneur, je crois que tu es le Christ, le Fils de Dieu, qui devait venir au monde. » Ce n'est que la deuxième fois (après Nathanaël) que quelqu'un déclare Jésus comme Fils de Dieu et la première fois que quelqu'un l'assimile au « Messie » et au « Fils de Dieu » ensemble.
En entrant dans le village, Jésus rencontre Marie et les gens qui sont venus la consoler. Jésus est profondément ému à la vue de leur chagrin. Après avoir demandé où il a été enterré (on trouve à ce moment l'un des plus courts versets des évangiles : « Jésus pleura »), Jésus demande que la pierre de la tombe soit enlevée, mais Marthe intervient et déclare qu'il y aura une odeur. À quoi Jésus répond : « Ne t'ai-je pas dit que si tu crois, tu verras la gloire de Dieu ? » 
Ils retirent alors la pierre, Jésus lève les yeux et dit : « Père, je te rends grâces de ce que tu m'as exaucé. Pour moi, je savais bien que tu m'exauces toujours ; mais j'ai parlé à cause de la foule qui m’entoure, afin qu'ils croient que c’est toi qui m'as envoyé. » 
Il crie alors à haute voix : « Lazare sors ! » Le mort en sort, les mains et les pieds enveloppés de bandes de lin et d'un chiffon autour du visage. Jésus leur dit : « Déliez-le, et laissez-le aller. »

## Interprétation

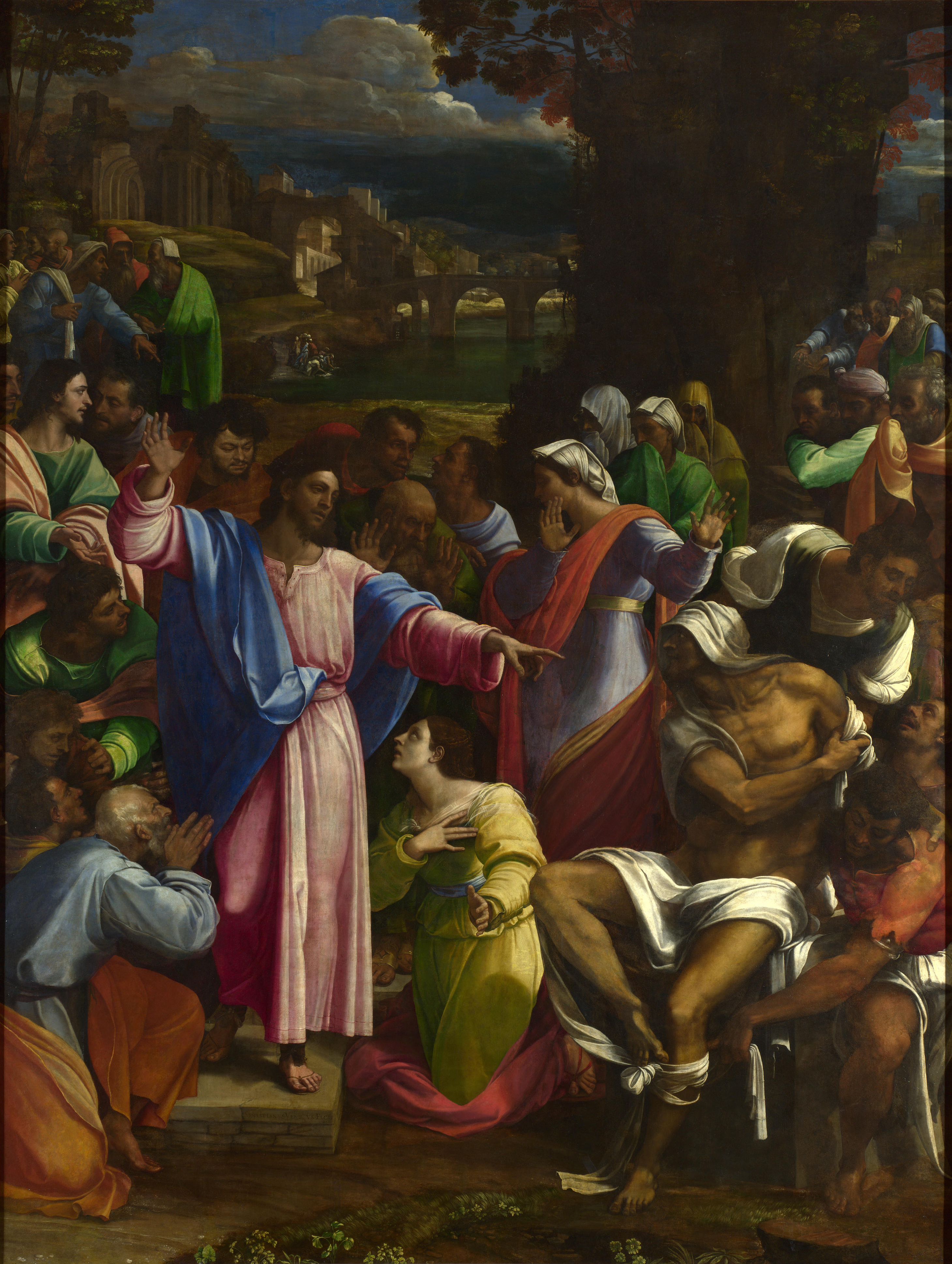
La Résurrection de Lazare, huile sur toile (v. 1517-1519), de Sebastiano del Piombo, National Gallery, Londres.

Les théologiens Moloney et Harrington considèrent la résurrection de Lazare comme un « miracle pivot » qui déclenche la chaîne d'événements qui mène à la crucifixion de Jésus. Ils le considèrent comme une « résurrection qui mènera à la mort », dans la mesure où la résurrection de Lazare entraînera la mort de Jésus, le Fils de Dieu, à Jérusalem, et révélera la gloire de Dieu. Calvin note que « non seulement le Christ a donné une preuve remarquable de sa puissance divine pour relever Lazare, mais il a également placé sous nos yeux une image vivante de notre future résurrection ».